# Kraftwerk Ilijan
Das Kraftwerk Ilijan ist ein GuD-Kraftwerk in der Provinz Batangas, Philippinen, das an der Isla-Verde-Straße liegt. Die installierte Leistung beträgt knapp über 1,2 GW. Damit ist Ilijan mit Stand Juli 2022 das leistungsstärkste GuD-Kraftwerk auf den Philippinen.
Das Kraftwerk dient der Abdeckung der Grundlast; als geplante Jahreserzeugung wurden 9,46 GWh vereinbart. Das Kraftwerk ist über eine 500-kV-Leitungen mit dem Stromnetz verbunden.

## Kraftwerksblöcke
Das Kraftwerk besteht gegenwärtig aus zwei Blöcken. Die folgende Tabelle gibt einen Überblick:
| Block | GT/DT | Max. Leistung (MW) | Betriebsbeginn | Turbine | Generator | Dampfkessel     | Status     |
| ----- | ----- | ------------------ | -------------- | ------- | --------- | --------------- | ---------- |
| 1     | GT    | 200                | Juni 2002      | MHI     | Hitachi   | Babcock/Hitachi | in Betrieb |
| 1     | GT    | 200                | Juni 2002      | MHI     | Hitachi   | Babcock/Hitachi | in Betrieb |
| 1     | DT    | 200                | Juni 2002      | MHI     | Hitachi   |                 | in Betrieb |
| 2     | GT    | 200                | Juni 2002      | MHI     | Hitachi   | Babcock/Hitachi | in Betrieb |
| 2     | GT    | 200                | Juni 2002      | MHI     | Hitachi   | Babcock/Hitachi | in Betrieb |
| 2     | DT    | 200                | Juni 2002      | MHI     | Hitachi   |                 | in Betrieb |
| 3     |       | 850                |                |         |           |                 | geplant    |

Die Blöcke 1 und 2 bestehen aus je zwei Gasturbinen sowie einer nachgeschalteten Dampfturbine. An beide Gasturbinen ist jeweils ein Abhitzedampferzeuger angeschlossen; die Abhitzedampferzeuger versorgen dann die Dampfturbine.

## Erdgas
Das Erdgas wurde vom Offshore-Erdgasfeld Malampaya, das ca. 50 km bzw. 80 km nordwestlich von Palawan liegt, über eine 504 km lange Pipeline, die zu einer Erdgasübernahmestation in der Provinz Batangas führt, geliefert. Von dort aus wurden mehrere Kraftwerke, darunter Ilijan, versorgt.
Im Juni 2022 wurde bekannt, dass der im Juli auslaufende Gasliefervertrag nicht mehr verlängert wird. In den beiden Jahren zuvor musste die Leistung des Kraftwerks wiederholt aufgrund unzureichender Gaslieferung um 500 bis 600 MW reduziert werden.
Das Kraftwerk soll in Zukunft mit LNG versorgt werden. Dafür wird neben dem Kraftwerk ein LNG-Terminal errichtet, das im August 2022 in Betrieb gehen soll. Das Terminal ist je nach Quelle entweder für 3 oder 5 Mio. Tonnen LNG pro Jahr ausgelegt.

## Eigentümer
Die Korea Electric Power Corporation (KEPCO) gewann im September 1997 die Ausschreibung für ein Kraftwerk, bei dem als Betreibermodell ein Build-Operate-Transfer Vertrag mit einer Laufzeit von 25 Jahren vorgesehen war; im Anschluss wurde durch KEPCO die KEPCO Ilijan Corporation (KEILCO) gegründet, an der weitere Unternehmen beteiligt wurden.
Das Kraftwerk wurde von KEILCO errichtet; es wurde im Juni 2002 in Betrieb genommen. Der Betrieb des Kraftwerks wurde im Juni 2010 durch die staatliche Power Sector Assets and Liabilities Management Corp. an South Premiere Power Corp. (SPPC), eine Tochter der San Miguel Corporation (SMC), übertragen. Im Juni 2022 ging das Kraftwerk in den Besitz von SPPC über.

## Sonstiges
Die Kosten für das Kraftwerksprojekt werden mit 710 (bzw. 960) Mio. USD angegeben. Die Investitionskosten für die Entwicklung des Malampaya-Gasfeldes werden mit 4,5 Mrd. USD angegeben. Die Kosten für das LNG-Terminal werden mit ca. 304 Mio. USD (bzw. 14,6) Mrd. PHP angegeben.